# Ochna gambleoides
Ochna gambleoides är en tvåhjärtbladig växtart som beskrevs av N. Robson. Ochna gambleoides ingår i släktet Ochna och familjen Ochnaceae. Inga underarter finns listade i Catalogue of Life.